# Parc national de Kholodny Yar
Le parc national de Kholodny Yar  (en ukrainien : Національний природний парк «Холодний Яр») est un  parc national de l'oblast de Tcherkassy situé au centre de l'Ukraine

## Histoire
Le 1er janvier 2022, le décret présidentiel consacre la réserve naturelle de la forêt éponyme. Elle est la reprise de l'entreprise d'Etat Foret de Kamyanske et de 4 000 hectares de l'administration régionale.

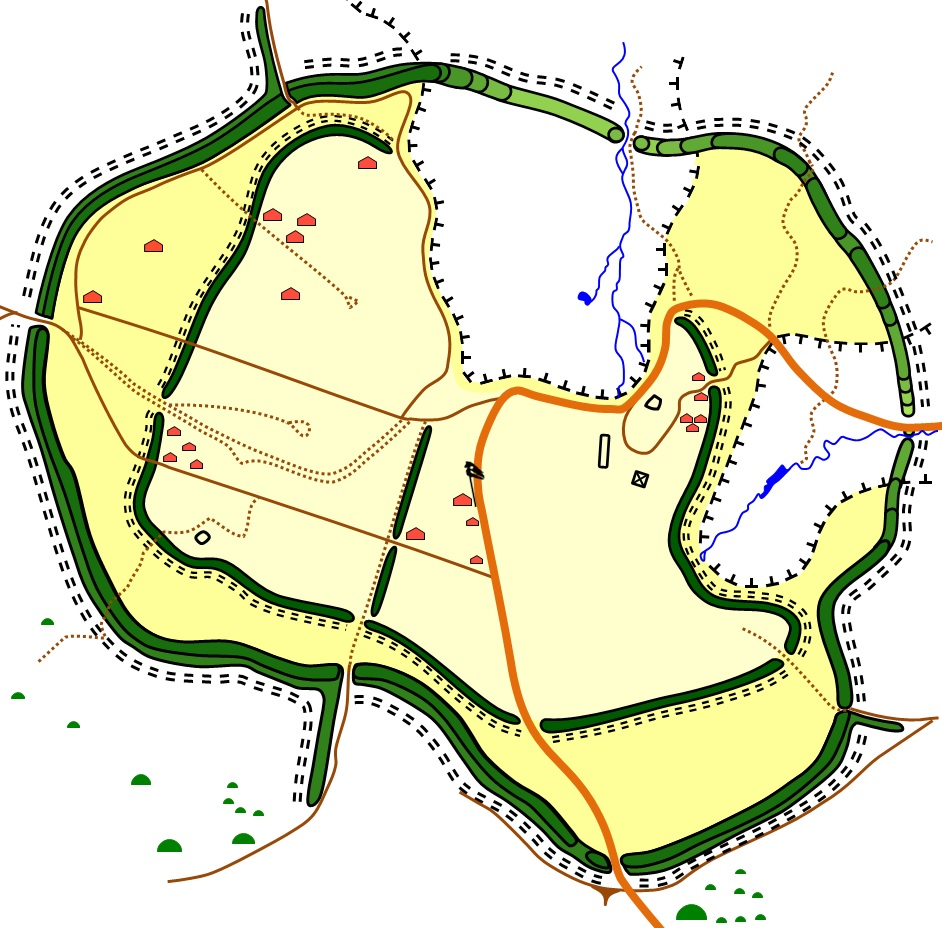
Le campement Motronisky.

La réserve inclut une grande quantité de sites d'intérêt environ cent cinquante : archéologiques, culturels, historiques ;  des espèces de plantes et d'animaux protégés. 
- La foret Kholodny Yar,
- la réserve naturelle Atamansky,
- la réserve botanique Blanche Neige,
- la réserve botanique Zoubivsky,
- la réserve botanique Olya,
- la réserve botanique Dibrovny,
- la réserve botanique Groushkivsky,
- la réserve du Chêne Maksym Zalizniak,
- le monument hydrologique Malyareve,
- la réserve botanique Goulbyshche,
- la réserve biologique Kasyanov.

## Géographie

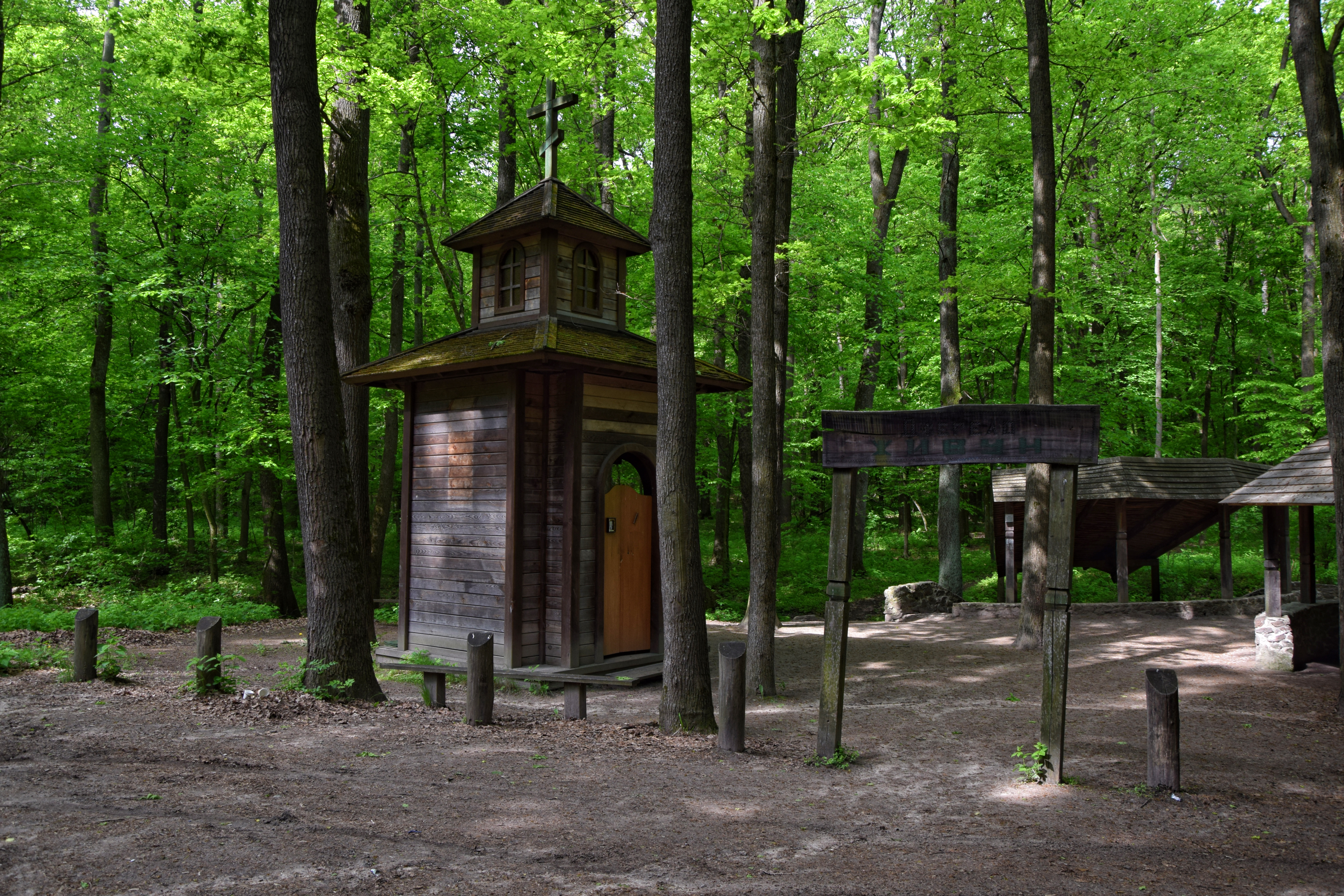
Parc Atamansky[1],
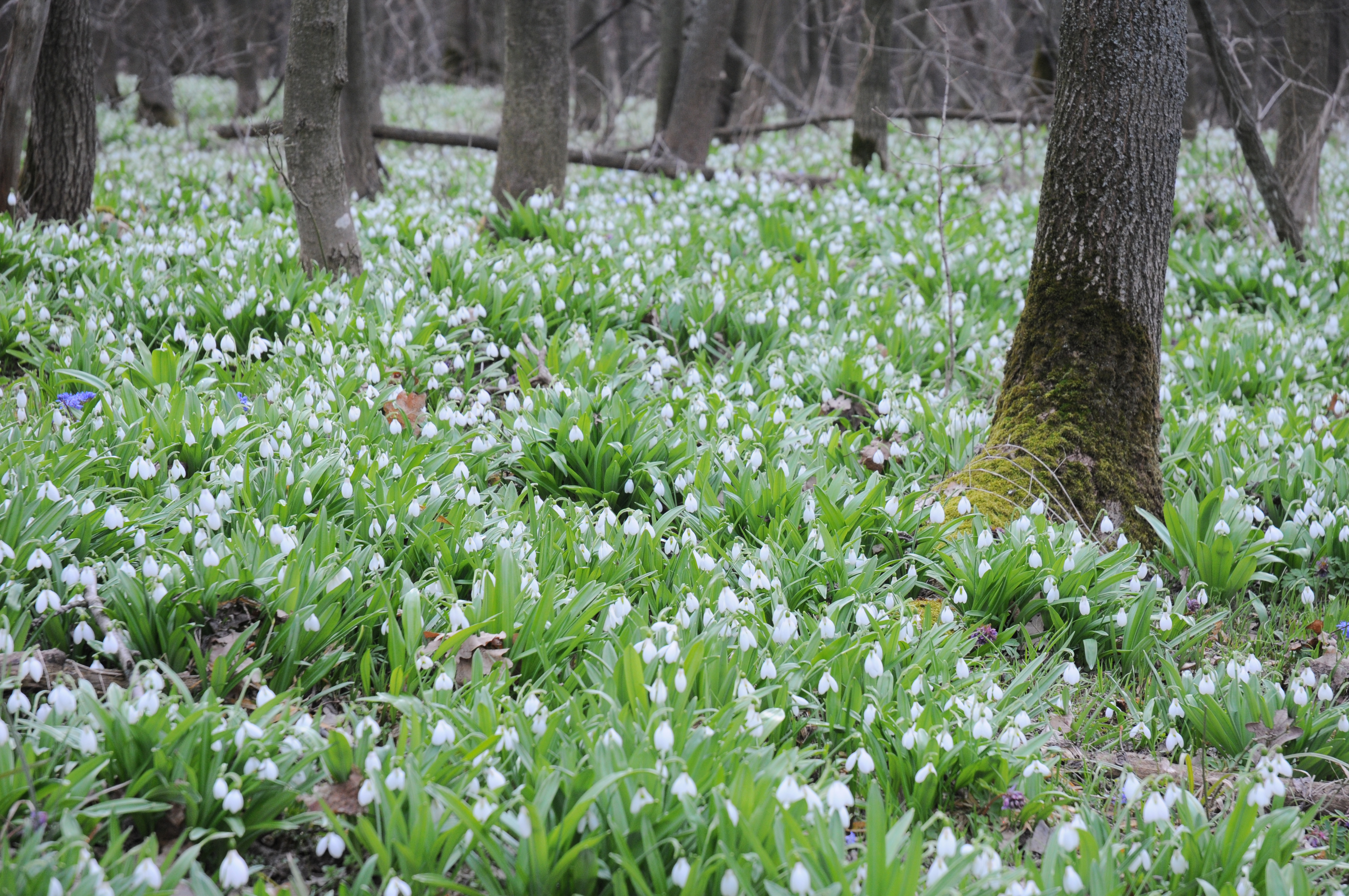
réserve Bolsnizny[2],
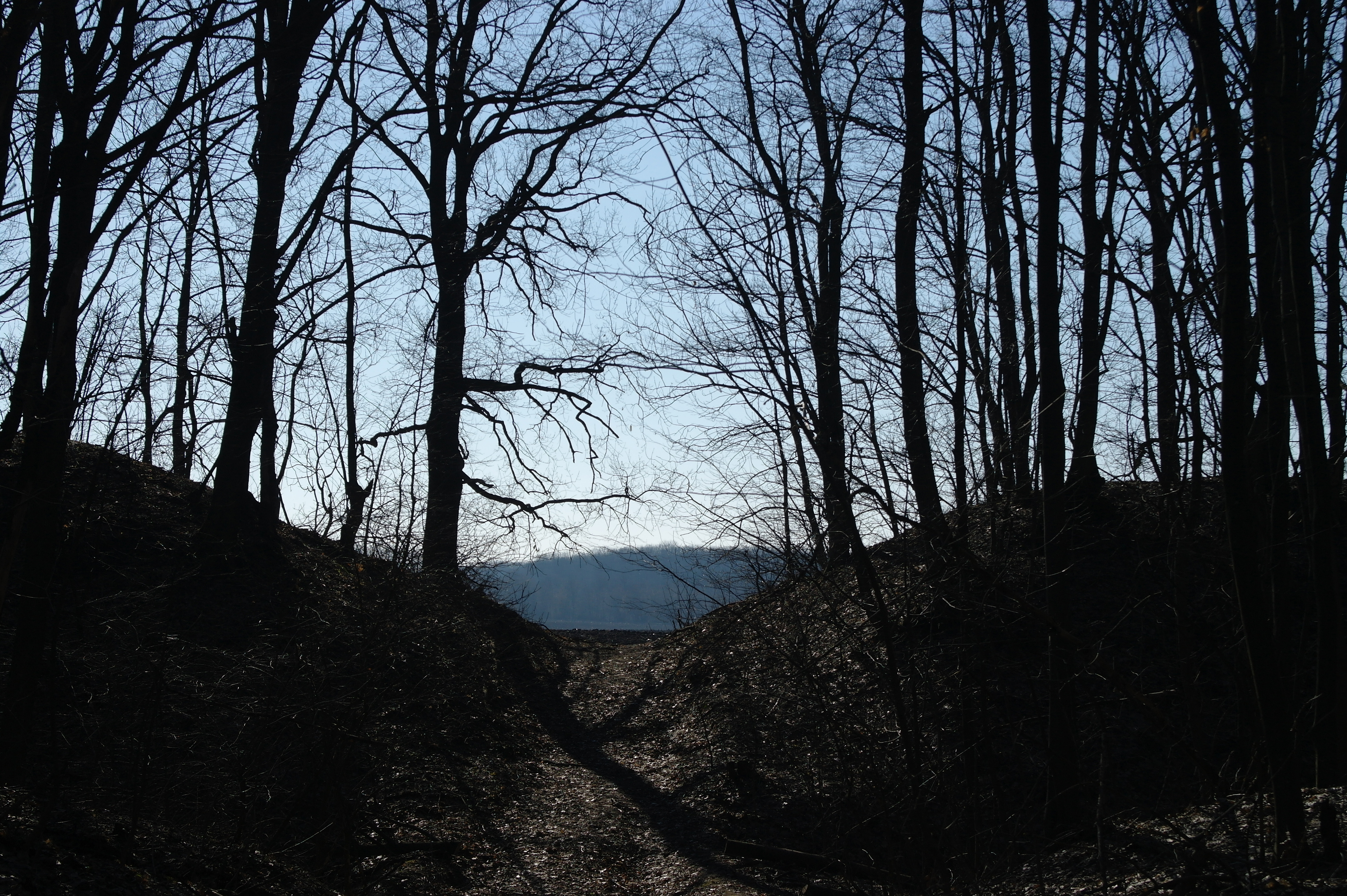
fort de Motronynske[3],
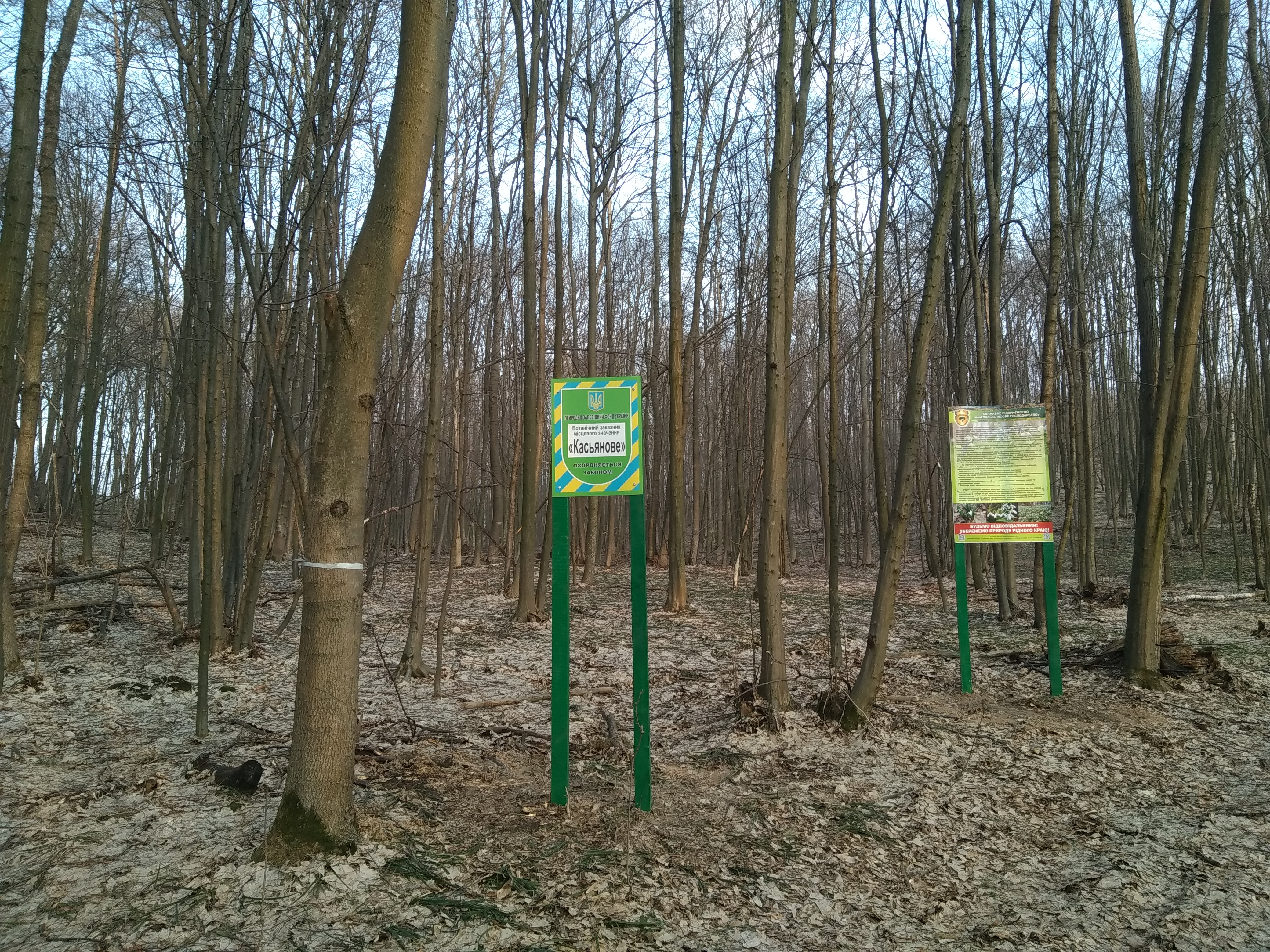
réserve botanique Kasjanove[4],
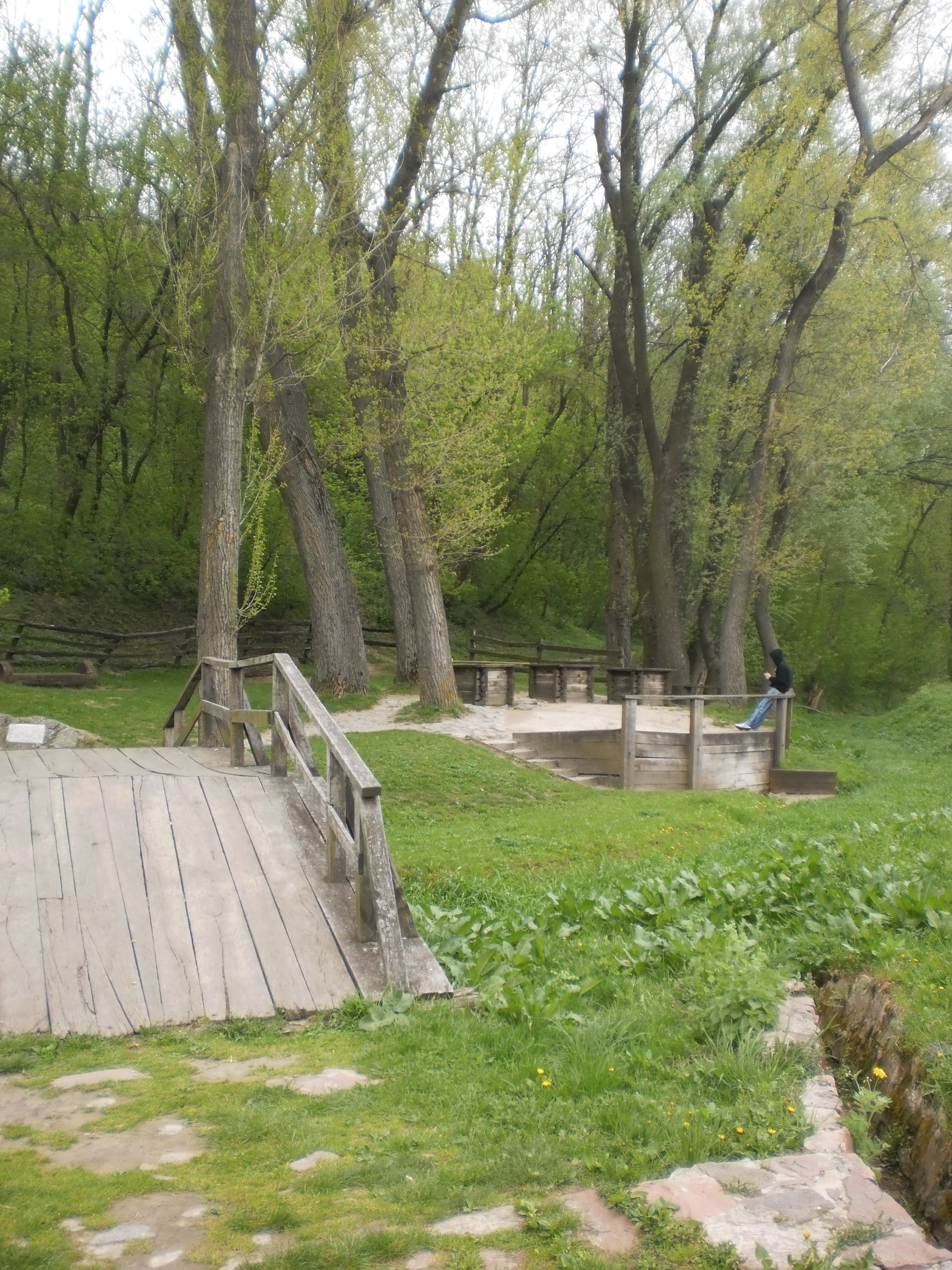
les trois puits[5],
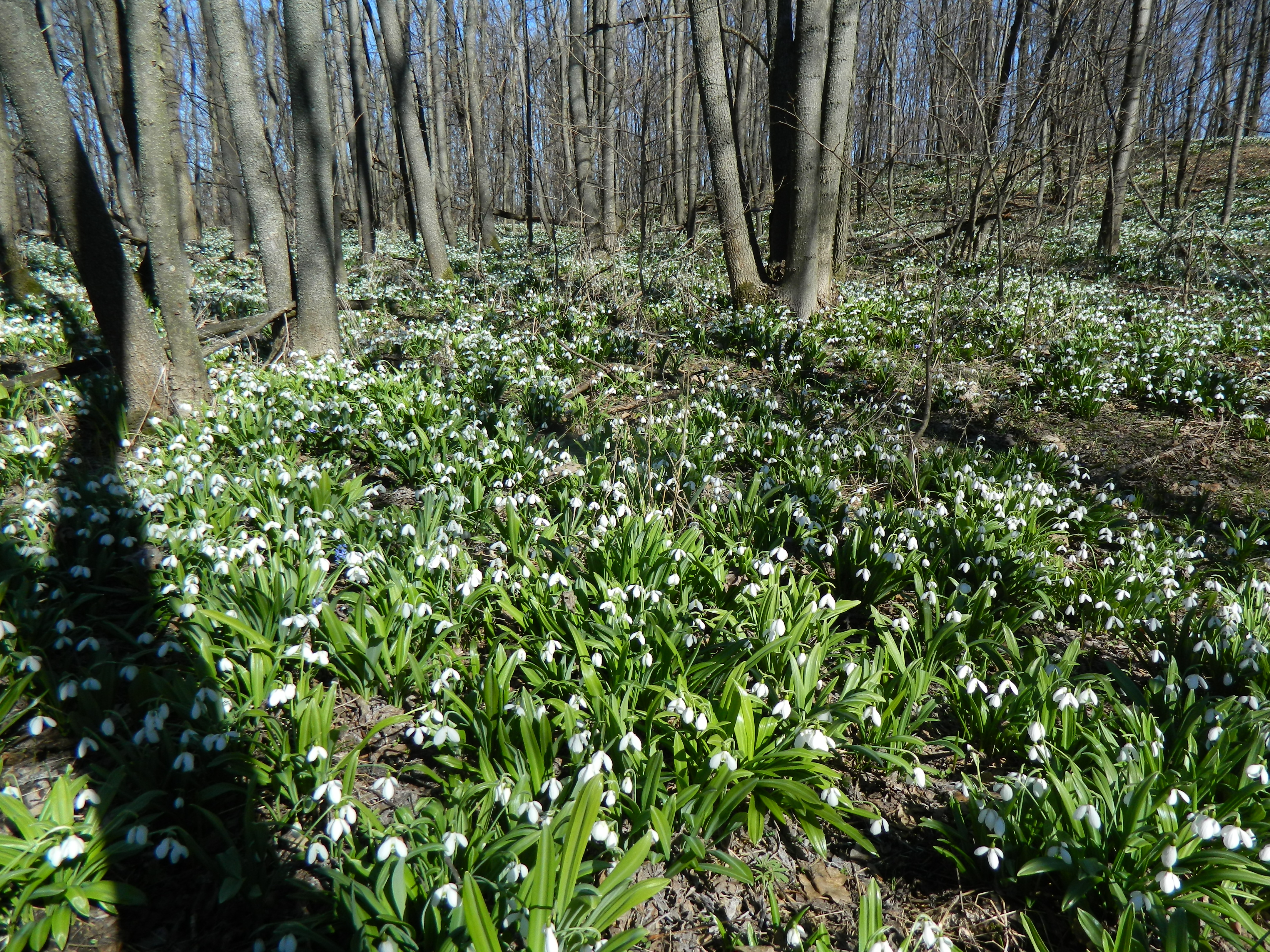
la réserve botanique Hulbyshche[6],
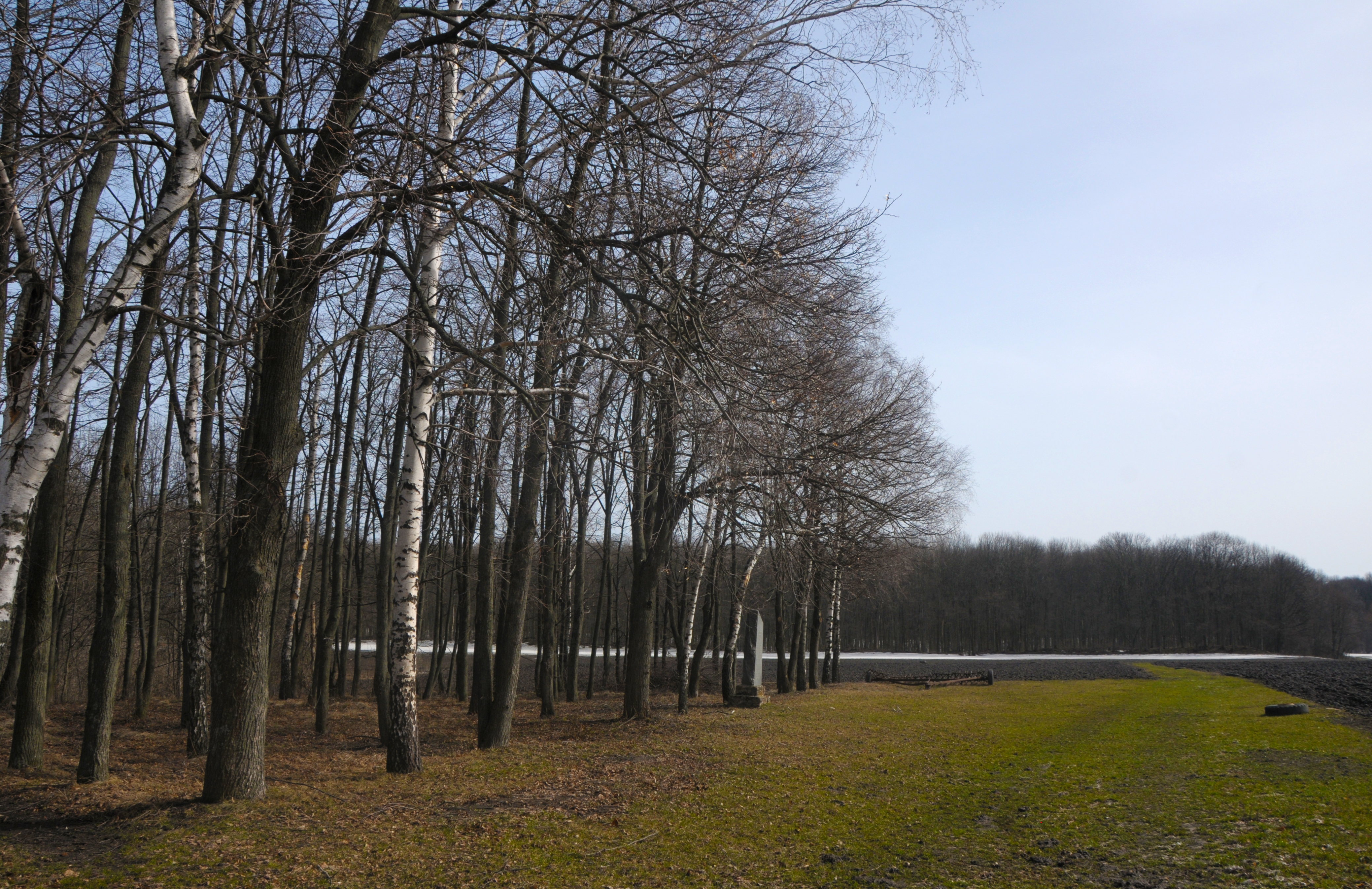
le parc des partisans[7],
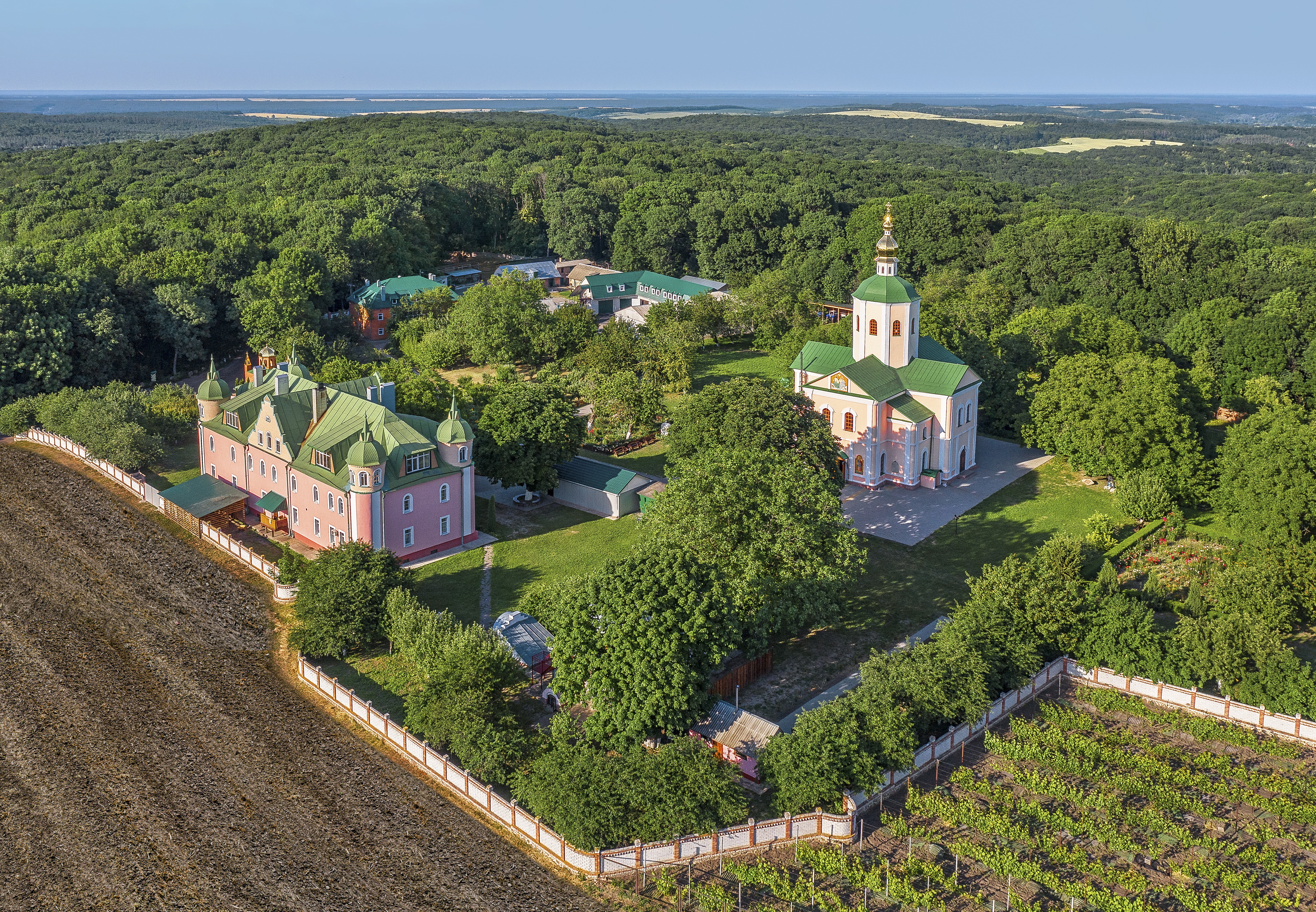
le monastère Motronynskiy[8],
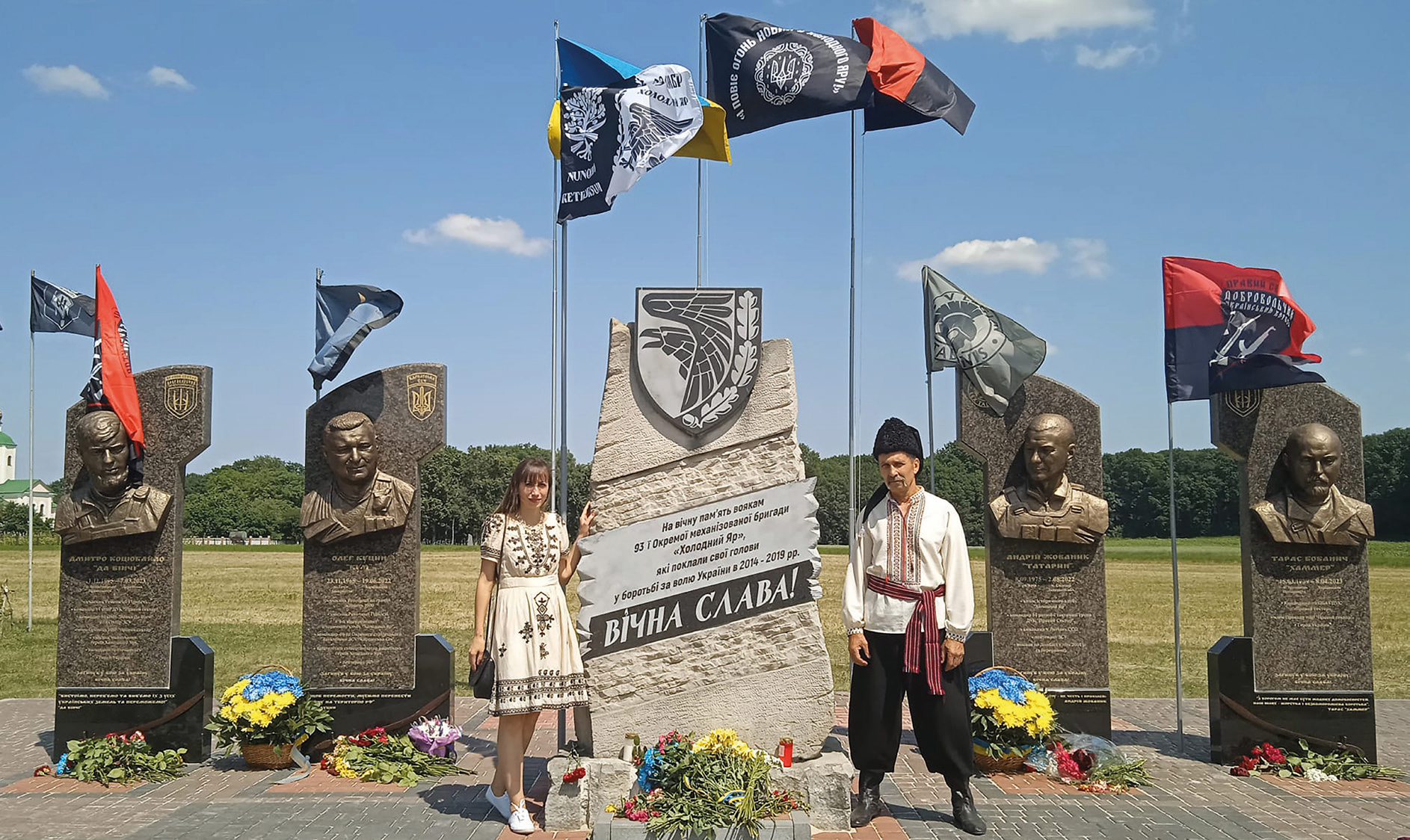
mémorial à Oleh Koutsyne, Andriy Jovanyk, Taras Bobanytch et Dmytro Kotsioubaïlo.

## Historique
La foret a été le centre et l'inspiration de la République de Kholodnoïarsk.

## Sources
- (uk) Cet article est partiellement ou en totalité issu de l’article de Wikipédia en ukrainien intitulé « Національний природний парк «Холодний Яр» » (voir la liste des auteurs).